# Silvius Brabo

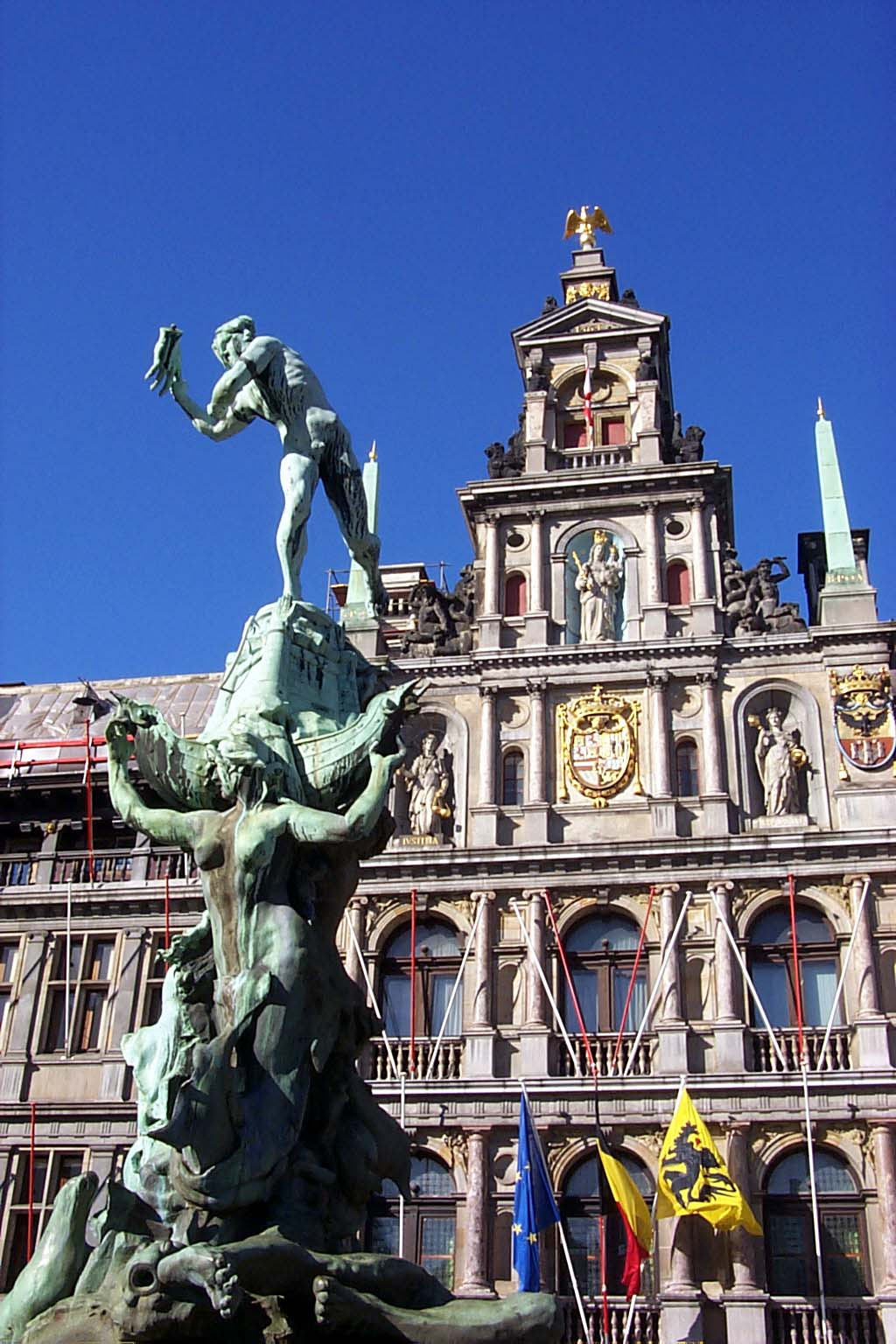
Stadhuis Antwerpen met beeld van Silvius Brabo

Silvius Brabo is een Brabants folklorefiguur. Hij zou volgens de sage een Romeinse soldaat zijn geweest die de reus Druon Antigoon doodde, zijn hand afhakte en in de Schelde wierp. Hij is uitgegroeid tot het officiële symbool van de stad Antwerpen. 

## Sagen
Volgens een sage werd Antwerpen in vroeger eeuwen geterroriseerd door een reus, Druon Antigoon, die alle scheepvaarders dwong om tol te betalen alvorens ze de Schelde mochten overvaren. Indien men weigerde hakte Antigoon hun hand af en wierp ze in de rivier. De Romeinse legionair Silvius Brabo kwam hier op een dag tegen in opstand. Hij vocht met Antigoon, doodde hem, hakte vervolgens diens hand af en smeet het lichaamsdeel in de rivier. Door Antigoons "hand te werpen" zou Antwerpen aan haar naam zijn gekomen. Een 15e-eeuwse kroniek beweert dat Brabant ook haar naam aan Brabo te danken zou hebben. Het verhaal vertelt ook dat de held een arend schoot (Aarschot) die in het arendsheem (Arnhem) zijn nest had. 
Een andere sage voegt nog een extra verhaal toe. Brabo zou Antigoon vermoord hebben op verzoek van zeven jonge mannen die graag wilden trouwen, maar onvoldoende geld hadden en niet van plan waren om hun beperkte financiële bezit aan Antigoon uit te betalen. Brabo hielp de zeven jongemannen bij de moord op Antigoon, waarna het zevental als helden in de stad werd verwelkomd. Zij zouden dan ook de zeven stamvaders van de belangrijkste Antwerpse families zijn geweest. In hun wapenschilden stond bij elk een schaakbord afgebeeld, wat hen de bijnaam "de Zeven Schaken" bezorgde.

## Historische duiding

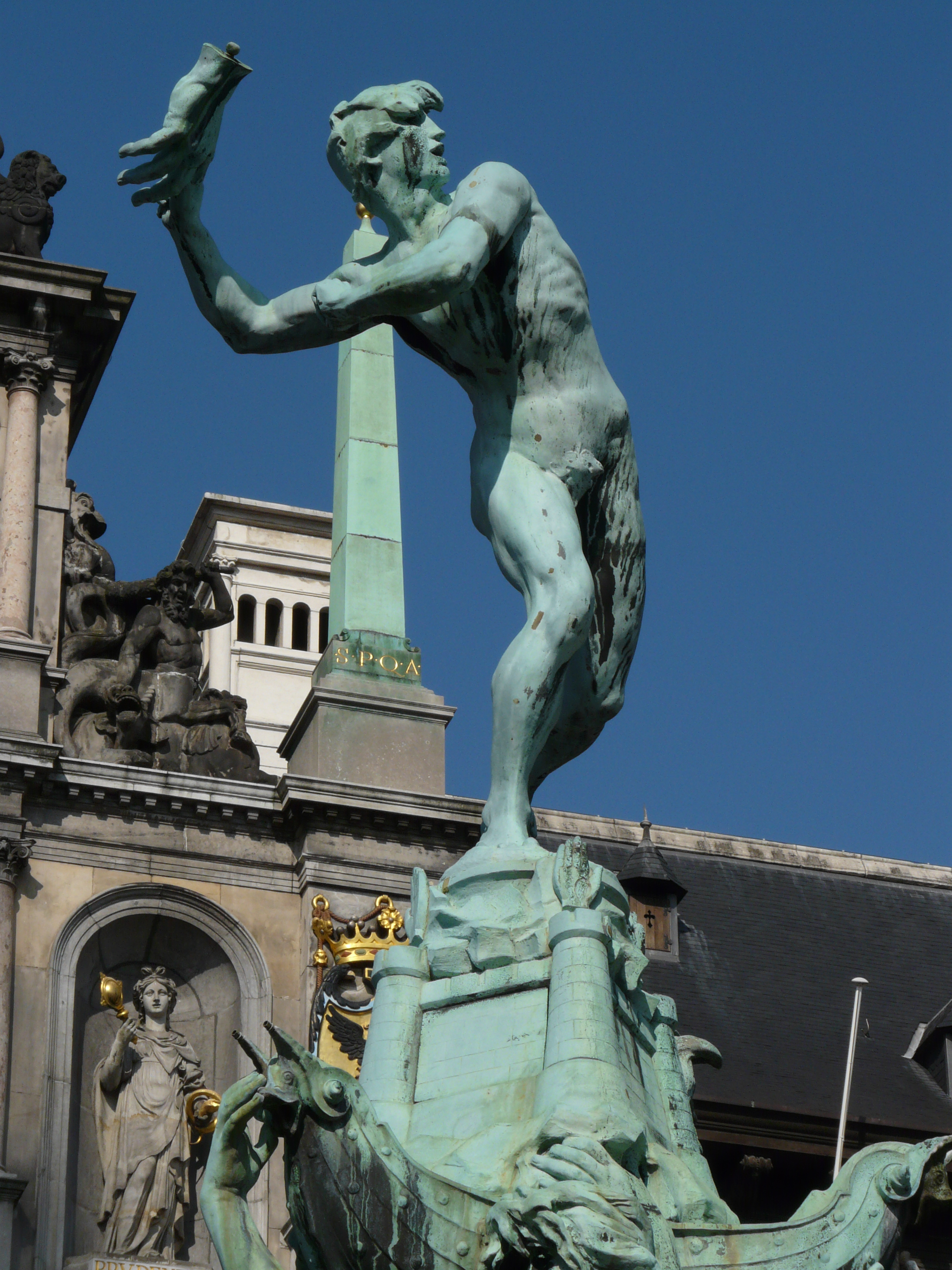
Brabo werpt de hand

Beide sagen berusten vanzelfsprekend niet op historische feiten, al vonden archeologen bij Het Steen wel restanten terug van een Romeinse nederzetting. Het toponiem "Antwerpen" is etymologisch en archeologisch te verklaren uit de naam die gegeven werd aan de plaats van de eerste nederzetting bij de 'anda verpa', wat eigenlijk Germaans is voor 'aangeworpen gronden' (in een bocht van de rivier). Dit woord werp is overigens niet hetzelfde woord als werf, de tegenhanger van het Friese woord terp. Het Romeins bij Brabo zou ook naar het Heilig Roomse Rijk verwijzen waar de mark Antwerpen deel van uitmaakte.
Een ander verklaring zou zijn dat het een samentrekking is van aan de werf, mogelijkerwijs door de ligging en de functie van Antwerpen als havenstad. Een wezenlijk andere verklaring is dit evenwel niet: '(scheeps)werf' gaat terug naar dezelfde etymologische betekenis: een opgeworpen heuvel langs of tegen het water.
De legende van Antigoon zou gebaseerd zijn op het feit dat de oorspronkelijke inwoners van Antwerpen walvisbeenderen hadden ontdekt.

## Standbeelden
Er zijn de voorbije eeuwen in Antwerpen niet minder dan zes standbeelden aan Brabo gewijd. Op het huis van Bretagne, beter bekend als het "Reuzenhuis", stond boven op de poort een beeldje van Brabo. Een 16de-eeuws smeedwerk van Quinten Matsys boven op de waterput op de Handschoenmarkt vlak voor de Antwerpse Kathedraal beeldt eveneens Brabo af, terwijl hij triomfantelijk Antigoons hand boven zijn hoofd houdt. Aan één der gevels van het Loodswezen aan de Oude Zeeuwse Korenmarkt werd in de 20ste eeuw ook een beeldje van Brabo in een soortgelijke pose geplaatst.  Ook werd nog een Brabobeeld op een huisgevel aan de Cogels-Osylei geplaatst.
Omstreeks 1564 werd een Brabobeeld op de middenbeuk van het nieuwe Antwerpse stadhuis geplaatst, in een strategische positie met het koninklijke wapen onder zich en boven zich alleen de keizerlijke adelaar. Dit symbool van de Brabantse soevereiniteit werd door het Habsburgse bewind als beledigend ervaren. Het werd ten tijde van de contrareformatie na de val van Antwerpen in 1588 verwijderd op instigatie van de Jezuïeten. Het beeld van Brabo werd vervangen door een Mariabeeld en aanvankelijk verplaatst naar de Werfpoort van de Antwerpse burcht. Daar werd het ook later weer verwijderd.
De bekendste beeltenis van Brabo is echter de Brabofontein op de Antwerpse Grote Markt vlak voor het stadhuis. Die beeldt Brabo af boven op een fontein, terwijl hij Antigoons hand wegwerpt. Het onthoofde lijk van Antigoon is ook onderaan het verhoog afgebeeld te zien. Het beeld werd in 1887 door Jef Lambeaux ontworpen en is ondertussen uitgegroeid tot het officiële symbool van de stad Antwerpen.

## In populaire cultuur
- De sage wordt ook verteld in het Suske en Wiske album De 7 schaken.
- In het Nero-album "De Ring van Balderic" komt Brabo's standbeeld door een magische ring tot leven.
- Het tweede album van de stripreeks "Met Neus en co op stap" door Hug en Pisché heet "Brabo's broek". Brabo blijkt in dit verhaal echter geen standbeeld te zijn, maar een man van vlees en bloed die naar het Midden-Oosten ontvoerd werd om het paleis van een rijke sjeik op te fleuren.
- Het bedrijf "Brabo" in Antwerpen, dat diensten verleent aan de scheepvaart in de lokale haven, is ook naar deze folklorefiguur vernoemd.
- Een parkeergarage vlak bij de Antwerpse Grote Markt heet eveneens "Brabo".
- Hij inspireerde ook het biermerk "Silvius Brabo".
- De studentenclub van Karel de Grote-Hogeschool en UA campus Hoboken heet "HSC Brabo".
- Het lied "Antwerpen" van de band Enter Shikari gaat over het verhaal van Silvius Brabo en Druon Antigoon zoals in de sages.